# Hipparchus (Plato)

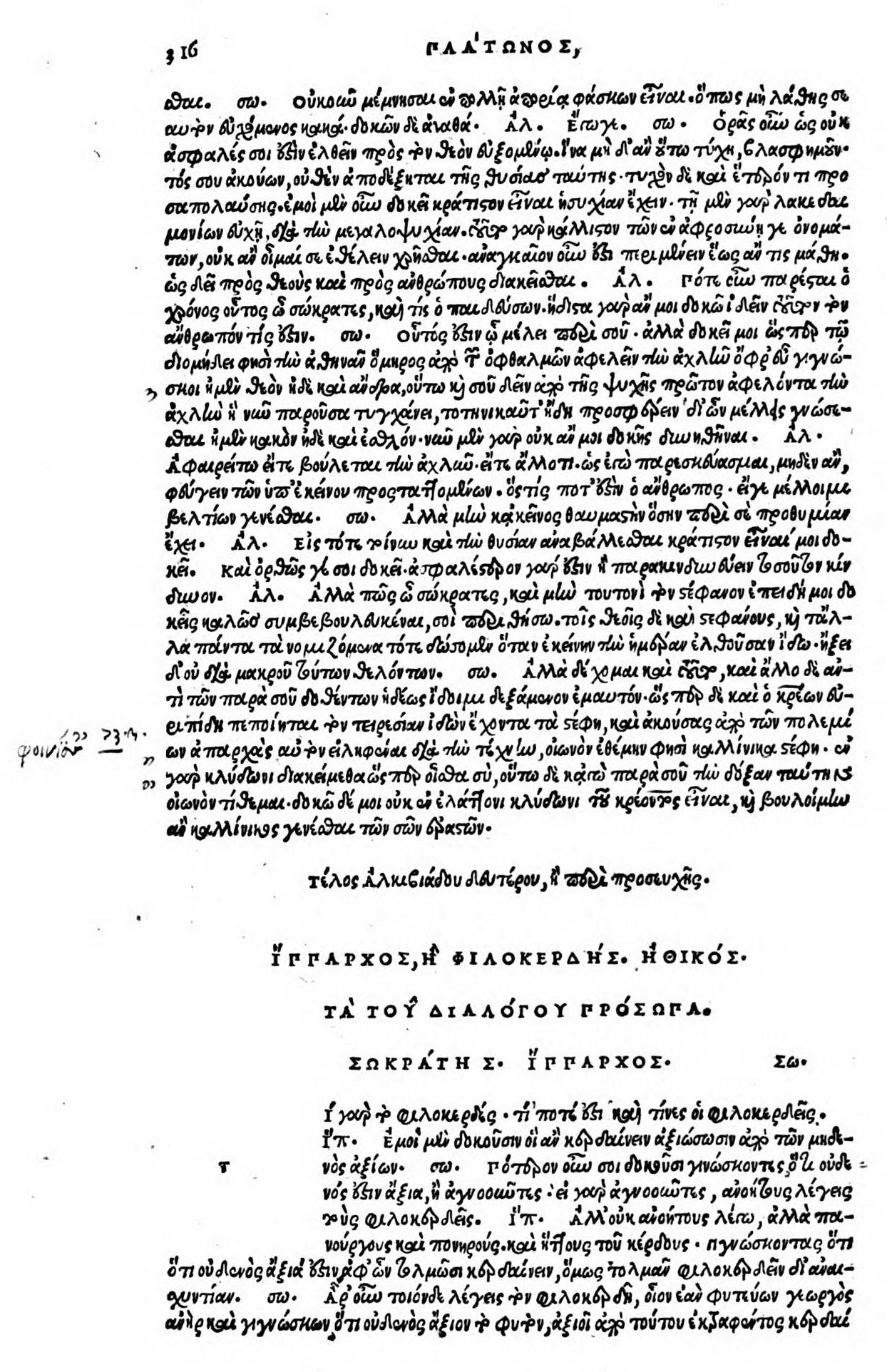
Beginpagina van de Hipparchus in de editio princeps

De Hipparchus is een op naam van Plato overgeleverd werk, waarvan over het algemeen wordt aangenomen dat het niet authentiek is.

## Deelnemers aan het gesprek
Aan het woord zijn Socrates en, net als in de Minos, 'een vriend'.

## Inhoud
Uitgangsvraag is: Wat is winstbelustheid? en: Wie zijn degenen die op winst belust zijn? Zij die denken iets te kunnen verdienen aan hetgeen niets waard is, luidt het antwoord van de vriend. Maar het is uitgesloten dat ze echt denken dat zo'n voorwerp niets waard is, als ze ook maar enigszins bij hun hoofd zijn, zegt Socrates. Op zo'n manier is niemand winstbelust.
Dus dan zullen ze zich toch wel inbeelden dat die voorwerpen enige waarde hebben. Goed, zegt Socrates, winst is het tegendeel van verlies. Met een verlies is niemand blij. Verlies is dus iets slechts. Winst is dus iets goeds. Dus de winstbelusten zijn zij die van het goede houden. Maar iedereen houdt van het goede, dus iedereen is winstbelust.
Nee, zegt de vriend, een winstbelust iemand is hij die, in de verwachting er baat bij te hebben, munt tracht te slaan uit iets slechts wat fatsoenlijke mensen links zouden laten liggen. Maar winst was iets goeds, zegt Socrates. En zoiets slechts is niet iets goeds. Hoe kan dat nou weer? Je houdt me voor de gek, Socrates, je bedriegt me door zo alles op z'n kop te zetten!
Ik moet gehoorzamen, zegt Socrates, aan Hipparchus, de oudste zoon van Pisistratus, die alhier o.a. het werk van Homerus introduceerde, met het oog op de culturele verheffing van de stadsbewoners. Vervolgens liet hij voor hen die buiten de stad woonden langs de buitenwegen zuilen plaatsen, met daarin gebeiteld wijze spreuken van eigen hand (omdat die beter waren dan de Delphische zoals Ken Uzelve). Eén daarvan was: Bedrieg nooit een vriend. Daarom moet ik jou, vriend, nu ook niet bedriegen.
Ok, dus zullen we weer terugkeren naar waar we zeiden: winst behalen is iets goeds? Ja, antwoordt de vriend. Dat was niet juist. Soms is het iets goeds, andere keren niet. Dus, zegt Socrates, het is net als met voedsel, het ene is goed, het andere niet. Maar allebei zijn ze 'voedsel'. Dat betekent dus dat hij die een slechte winst behaalt, niets meer of minder behaalt dan hij die een goede winst behaalt, want het ene is niet meer 'winst' dan het andere.
Wat maakt nou dat beide 'winst' zijn, met andere woorden: wat is de definitie van winst? Is het niet datgene wat je krijgt zonder ervoor te betalen, of wat je verwerft door er minder voor te betalen dan het waard is? Ja, bevestigt de vriend. Maar als je nu zonder te betalen bij een diner een ziekte oploopt, is dat winst? Nee. En als je nu andersom juist gezondheid opdoet bij dat diner, is dat winst of verlies? Dat is winst. Dus niet alle gratis 'verkrijgen' is een winst. In het geval je iets slechts krijgt is het geen winst. In dat geval 'loop je een verlies op'. En daarmee zijn we weer terug bij het uitgangspunt dat winst goed is, en verlies slecht.
Het gaat erom iets te krijgen dat meer waard is dan wat je ervoor betaald hebt. Dus winst heeft te maken met 'waarde'. Wat geen waarde heeft brengt geen winst met zich mee. 'Waarde' betekent iets nuttigs bezitten. Dus iets goeds bezitten. Dus winst is iets goeds. Maar je zei zelf dat fatsoenlijke mensen geen onfatsoenlijke winst wilden behalen. Maar alle winst is goed, hebben we zojuist geconcludeerd. En we zijn het eens dat fatsoenlijke mensen het goede begeren. En je hebt ook gezegd dat de slechteriken altijd uit zijn op winst. Dus alle goede en alle slechte mensen zijn uit op winst. Dus wie een ander verwijt op winst uit te zijn, is het altijd zelf ook. Een geval van de pot verwijt de ketel.
- Bibliothèque nationale de France: cb165005425 (data)
- Gemeinsame Normdatei: 4476213-6
- Library of Congress Control Number: no99085771
- Système universitaire de documentation: 177244216
- Virtual International Authority File: 177237288